# Митоглу, Герасимос
Герасимос Митоглу (греч. Γεράσιμος Μήτογλου; род. 20 октября 1999, Греция) — греческий футболист, защитник клуба АЕК.

## Клубная карьера
Митоглу — воспитанник клуба «Агротикос». В 2017 году он дебютировал за основной состав. В 2019 году Митоглу перешёл в «Волос». В матче против «Ариса» он дебютировал в греческой Суперлиге. 10 апреля 2021 года в поединке против «Панетоликоса» Герасимос забил свой первый гол за «Волос». Летом того же года Митоглу перешёл в столичный АЕК, подписав контракт на четыре года. 17 октября в матче против «Атромитоса» он дебютировал за новую команду. 31 октября в поединке против «Ариса» Герасимос забил свой первый гол за АЕК. В 2023 году игрок помог команде выиграть чемпионат и завоевать Кубок Греции.

## Достижения
Клубные
 АЕК
- Победитель греческой Суперлиги — 2022/2023
- Обладатель Кубка Греции — 2022/2023